# Região de Nullarbor (meteorito)
A região de Nullarbor é uma região criada para a nomenclatura de meteoritos encontrados em Nullarbor, na Austrália, sendo reconhecida pela Sociedade Meteorítica.
Nullarbor é um dos locais mais populares do mundo para procurar meteoritos, com milhares de espécimes encontrados de 332 classes diferentes. De acordo com as estimativas feitas pelo Museu da Austrália Ocidental em parceria com a EUROMET, até 2015, 55% dos meteoritos encontrados na Austrália vieram de Nullarbor.
Muitos dos meteoritos encontrados na região não se encontram mais em território australiano, pois foram comprados por colecionadores particulares ou transferidos para outros museus.

## Geografia

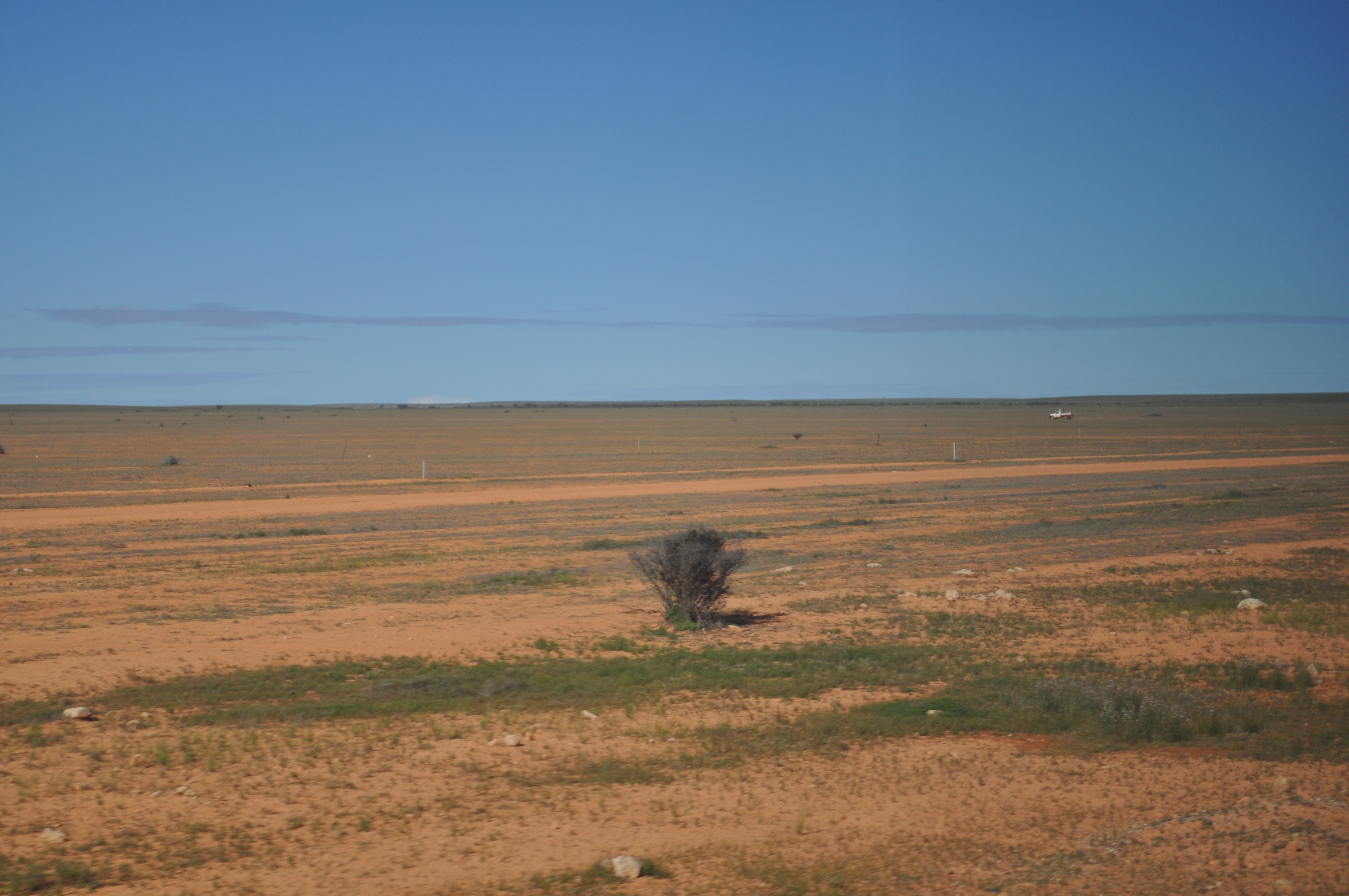
Nullarbor é caracterizado por ser plano, árido e com vegetação rasteira

Nullarbor se encontra dentro da Depressão de Eucla, entre a Austrália Ocidental e a Austrália Meridional, que se formou durante o Mioceno. Sua composição geográfica é feita principalmente de rochas de calcário que se estendem por 240 mil km², o que faz com que o terreno seja plano. A vegetação é feita principalmente por arbustos e é considerada no geral constante. O próprio nome "Nullarbor" vem do latim, significando "Sem árvores". O clima é árido, com uma média de chuva que chega ao máximo a 240 mm na região de Mundrabilla.
A grande quantidade de meteoritos encontrados em Nullarbor é explicada pelos fatores geográficos e climáticos da região, que criam uma tendência deles permanecerem no mesmo lugar onde caíram e a se manterem preservados. Na queda, há um grande efeito da atmosfera no meteorito, mas por causa do clima árido, os efeitos do ambiente afetam o meteorito em média por apenas mil anos. Durante o período, desenvolve-se uma crostra de óxidos que protege o interior do meteorito contra os efeitos climáticos. Além disso, a vegetação rasteira facilita a localização de meteoritos. A região também se manteve fisicamente intacta de atividades humanas por 30 mil anos. Por isso, a região é importante para o estudo do clima terrestre e do fluxo de meteoritos na Terra. A única região mais prolífica para se encontrar meteoritos é a Antártica.

## História

### Museu da Austrália Ocidental

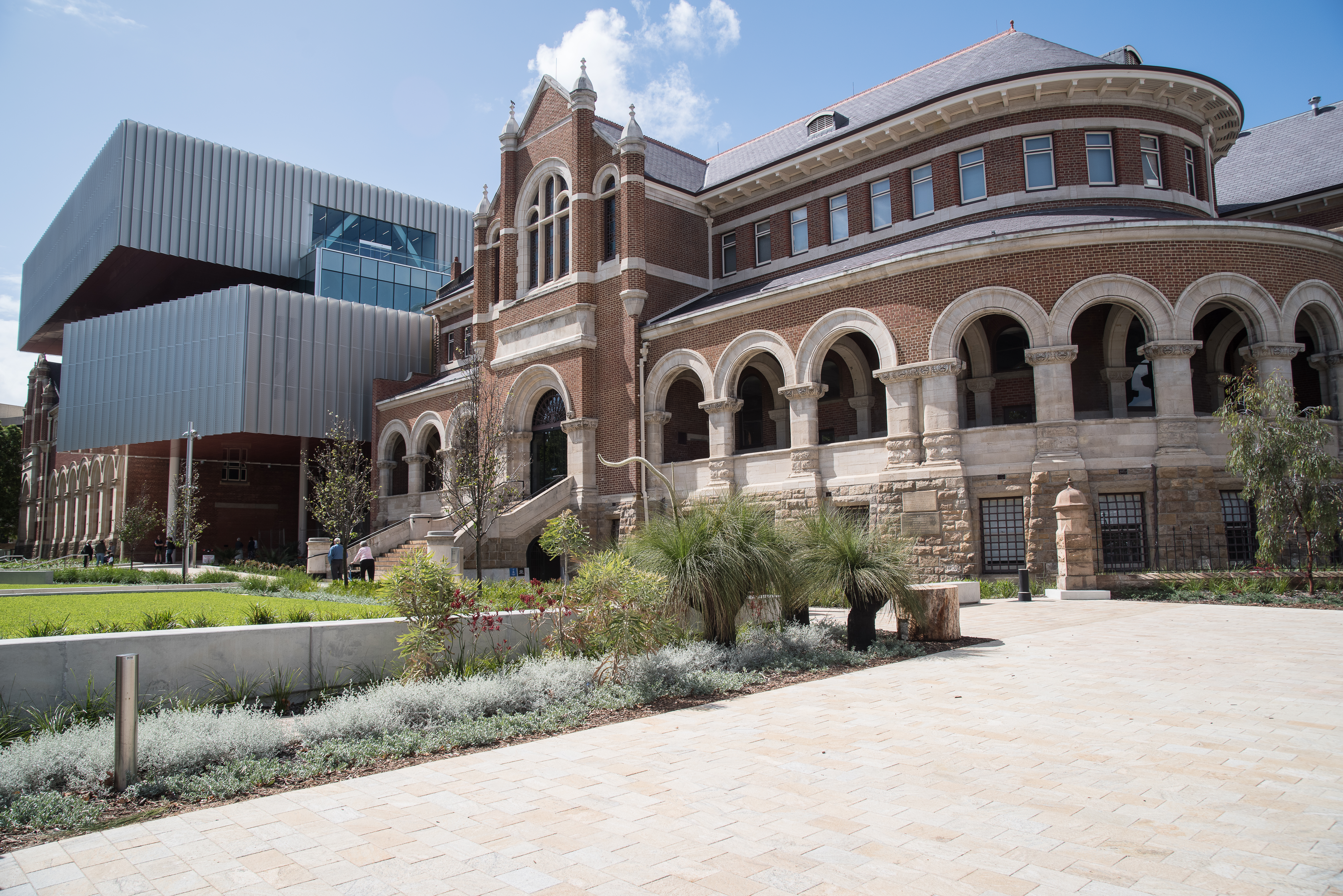
Museu da Austrália Ocidental

Uma importante entidade para a coleção de meteoritos no estado foi o Museu da Austrália Ocidental. Em 1881, o reverendo Charles Grenfell Nicolay, geólogo e estudioso autodidata de história natural, havia se tornado conselheiro científico do governo australiano, e ganhou permissão do governador Sir William Robinson para formar uma coleção pública de rochas, minerais e fósseis, que seria o início do Museu Geológico. Em 1889, sua coleção foi transferida para Perth e combinada com a coleção de Henry Page Woodward, outro geólogo do governo. O Museu Geológico acabou agregando outras áreas do conhecimento e mudou de nome diversas vezes, até ser batizado com o nome atual em 1959.

### Primeiras descobertas na Austrália Ocidental
Os primeiros meteoritos da Austrália Ocidental foram encontrados devido a expansão da agricultura e da mineração no estado. O primeiro encontrado foi Youndegin, cuja massa principal pesa 2.628 kg. Ele é um meteorito de ferro cujo primeiro fragmento (11,7 kg) foi descoberto em 5 de janeiro de 1884 por Alfred Eaton, membro da Polícia Montada, e recebeu seu nome em homenagem ao posto policial a 50 km a noroeste do local.  A descoberta chamou a atenção de Nicolay, que ordenou a primeira excursão oficial em busca de outros fragmentos e fez a primeira descrição de meteorito do estado.
A partir de então, diversos meteoritos e crateras de grande importância científica foram descobertas, incluindo o meteorito de Bencubbin, a cratera de Wolf Creek e a cratera de Dalgaranga. As descobertas fizeram que houvesse um crescimento do interesse da comunidade científica no fim dos anos 50 e no início dos anos 60. Físicos da Universidade da Austrália Ocidental passaram a colaborar nos estudos de meteoritos e o Museu da Austrália Ocidental criou o Comitê Consultivo de Meteoritos, para supervisionar a coleção e fazer parcerias com outras instituições quando necessário.

### Escola de Minas de Kalgoorlie

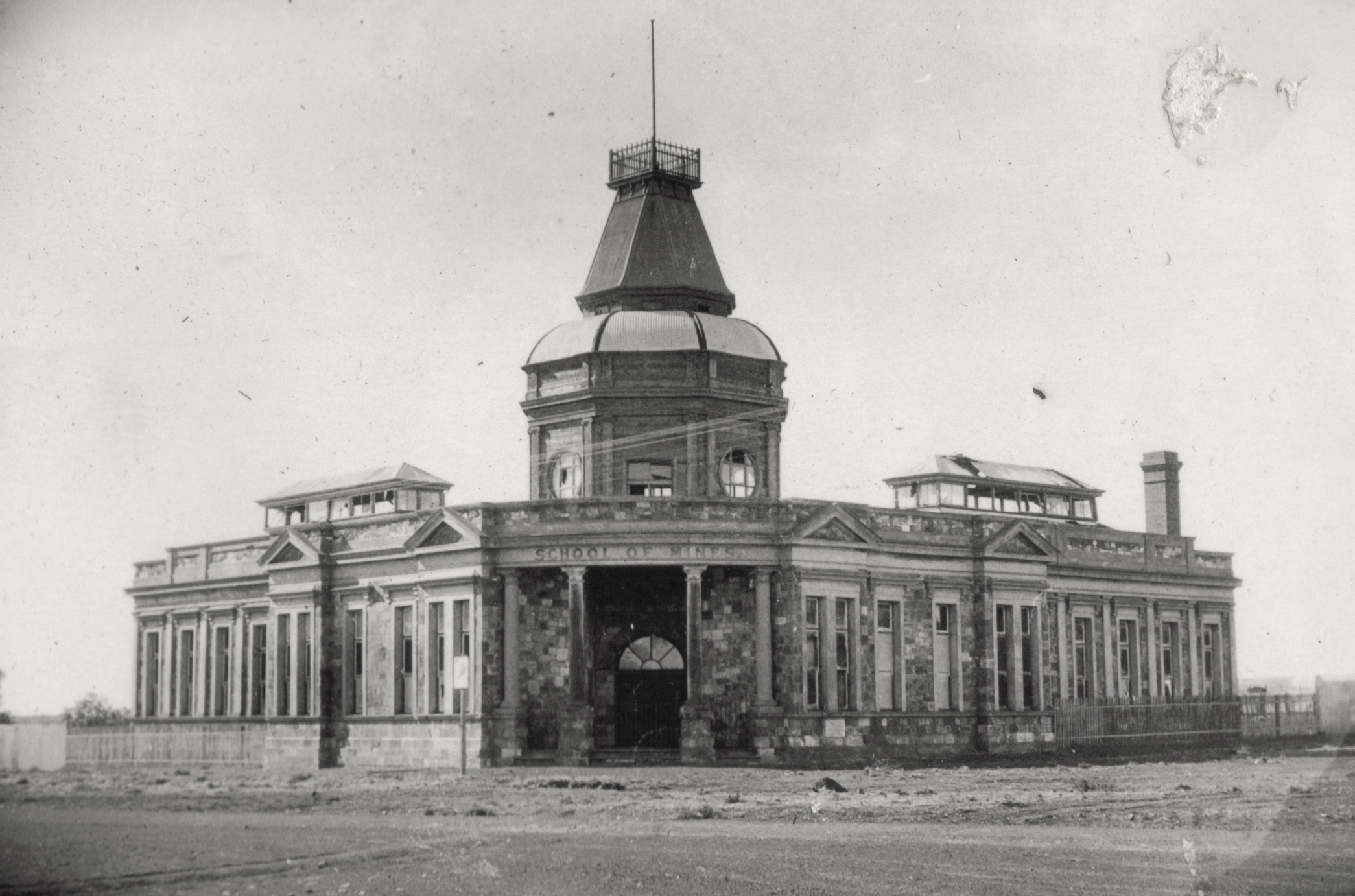
Escola de Minas original, em Coolgardie. Ela pegou fogo em 1929, e foi transferida para Kalgoorlie

A Escola de Minas de Kalgoorlie já possuia meteoritos da Austrália Meridional desde 1915, quando o meteorito Naretha foi descoberto pelo engenheiro surpervisor John Darbyshire, que estava trabalhando na construção do trilho do trem que passaria por Nullarbor.
Devido ao crescimento de interesse pelos meteoritos no estado vizinho, nos anos 60 a Escola de Minas passou a criar sua própria coleção na região, que na época chegou a ter 2% de todos os meteoritos já encontrados no planeta (37 exemplares).
Entre 1963 e 1971, expedições da escola recuperaram 809 meteoritos em Nullarbor.

### Família Carlisle
A família Carlisle eram caçadores de coelhos que atuavam na região de Nullarbor e já tinham certa experiência em encontrar meteoritos.
Interessado pelas descobertas da Escola de Minas, Harvey Harlow Nininger, renomado colecionador de meteoritos, viajou até o estado para realizar suas buscas. Lá, ele foi introduzido a Albert John Carlisle, que encontrou dois meteoritos para Nininger, sendo um deles o Rawlinna 001, o primeiro meteorito de pallasita encontrado no estado.
Inspirados por Nininger, nos anos seguintes a família doou grandes quantidades de meteoritos, sendo vários deles raros e únicos, para a Escola de Minas de Kalgoorlie, e depois para o Museu da Austrália Ocidental, por causa do Museum Act (1969), lei que transferiu todos os Meteoritos do estado para a coleção real no museu.
Em 1982, Albert foi laureado com a Medalha da Ordem da Austrália por seus serviços na área de meteoritos.

### Programa de Recuperação de Meteoritos
O número de meteoritos descobertos cresceu, até que houve uma explosão nos anos 90, com a maioria deles sendo encontrados na região de Nullarbor.
Então, em 1986, o Museu da Austrália Ocidental, junto com parceiros como a EUROMET, lançaram o Programa de Recuperação de Meteoritos. O programa foi bem-sucedido e, apenas entre 1992 e 1994, recuperou 600 espécimes.

### Desert Fireball Network
Em 2007, a Universidade Curtin instalou um protótipo de uma rede de câmeras conhecidas como Desert Fireball Network na região de Nullarbor com o objetivo de registrar a queda de meteoritos e procurar por um meteorito cometário, para avançar nos estudos sobre a formação do Sistema Solar. O protótipo foi um sucesso, e um meteorito foi encontrado logo no primeiro dia de funcionamento a apenas 100 m do local previsto. Atualmente, o projeto conta com 50 câmeras que cobrem um terço do céu australiano e colabora com projetos como o Observatório Global de Bolas de Fogo.
Em 2022, um meteorito da região foi recuperado pela equipe utilizando um drone e inteligência artificial, sendo um marco tecnológico para a área.

## Nomenclatura

### Austrália Ocidental

Reigão de nomenclatura da Austrália Ocidental

Devido ao grande fluxo de meteoritos encontrados em Nullarbor, os cientistas A. W. R. Bevan, do Departamento de Mineralogia do Museu da Austrália Ocidental, e R. A. Binns, da Divisão de Exploração da Geociência do SCIRO, criaram um sistema de nomenclatura para meteoritos na região localizada na Austrália Ocidental. Nele, a região foi dividida em 47 áreas, e os meteoritos encontrados são denominados com o nome da região e um número. Os meteoritos recuperados antes de 1970 sofreram no máximo pequenas auterações em seus nomes, como no caso de Forrest (a) e (b), que viraram Forrest 001 e 002.
| N° | Nome da área    | Borda norte               | Borda sul                 | Borda leste       | Borda oeste   |
| -- | --------------- | ------------------------- | ------------------------- | ----------------- | ------------- |
| 1  | Arubiddy        | 31°27'S                   | Rodovia Eyre              | 126°00'E          | 125°36'30''E  |
| 2  | Balgair         | 31°12'S                   | 31°27'S                   | 126°14'E          | 125°36'30''E  |
| 3  | Boonderoo       | Ferrovia Transaustraliana | 31°27'S                   | 124°43'E          | 124°00'E      |
| 4  | Boorabie        | 29°00'S                   | 29°30'S                   | 128°30'E          | 128°00'E      |
| 5  | Brambah         | 30°59'S                   | 31°23'S                   | 128°33'E          | 128°03'E      |
| 6  | Camel Donga     | 30°00'S                   | 30°26'S                   | 127°00'E          | 126°30'E      |
| 7  | Carlisle Lakes  | 29°00'S                   | 29°30'S                   | 127°30'E          | 127°00'E      |
| 8  | Colville Lake   | 29°30'S                   | 30°00'S                   | 127°00'E          | 126°30'E      |
| 9  | Deakin          | 30°24'S                   | 31°19'30"S                | 129°00'E          | 128°33'E      |
| 10 | Forrest         | 30°00'S                   | 30°59'S                   | 128°15'E          | 127°45'E      |
| 11 | Forrest Lakes   | 29°15S                    | 30°00'S                   | 129°00'E          | 128°30'E      |
| 12 | Gunnadorah      | 30°26'S                   | Ferrovia Transaustraliana | 126°22'E          | 125°48'E      |
| 13 | Haig            | Ferrovia Transaustraliana | 31°12'S                   | 126°14'E          | 126°00'E      |
| 14 | Jubilee Lake    | 29°00'S                   | 29°30'S                   | 127°00'E          | 126°30'E      |
| 15 | Joondulla       | 29°00'S                   | 29°15'S                   | 129°00'E          | 128°30'E      |
| 16 | Kanandah        | 30°26'S                   | Ferrovia Transaustraliana | 125°00'E          | 124°25'E      |
| 17 | Kinclaven       | 30°26'S                   | Ferrovia Transaustraliana | 125°48'E          | Área Pastoral |
| 18 | Koolgahbin Road | 29°30'S                   | 30°00'S                   | 127°30'E          | 127°00'E      |
| 19 | Koonjarra       | 31°27'S                   | Área Pastoral             | 124°43'E          | Área Pastoral |
| 20 | Kybo            | Ferrovia Transaustraliana | 31°27'S                   | 126°49'E          | 126°14'E      |
| 21 | Lake Gidgi      | 29°00'S                   | 29°30'S                   | 126°30'E          | 126°00'E      |
| 22 | Lochaber        | 31°18'S                   | Área Pastoral             | Área Pastoral     | 124°43'E      |
| 23 | Loongana        | 30°00'S                   | 30°59'S                   | 127°23'E          | 126°49'E      |
| 24 | Lynch           | 30°59'S                   | 31°27'S                   | 127°23'E          | 126°49'E      |
| 25 | Madura          | 31°27'S                   | Rodovia Eyre              | 127°23'E          | 126°41'E      |
| 26 | Mason           | 29°30'S                   | 30°00'S                   | 128°30'E          | 127°30'E      |
| 27 | Moonera         | 31°27'S                   | Rodovia Eyre              | 126°41'E          | 126°00'E      |
| 28 | Moopina         | 31°19'30"S                | Rodovia Eyre              | 129°00'E          | 128°33'E      |
| 29 | Mundrabilla     | 30°00'S                   | 30°59'S                   | 127°45'E          | 127°23'E      |
| 30 | Naretha         | Ferrovia Transaustraliana | 31°18'S                   | 125°00'E          | 124°43'E      |
| 31 | Nightshade      | 31°50'S                   | Rodovia Eyre              | 125°36'30"E       | 125°13'30"E   |
| 32 | Nurina          | 30°26'S                   | Ferrovia Transaustraliana | 126°49'E          | 126°22'E      |
| 33 | Nyanga Lake     | 29°30'S                   | 30°00'S                   | 126°30'E          | 126°00'E      |
| 34 | Old Homestead   | 30°58'S                   | Área Pastoral             | 128°03'E          | 127°23'E      |
| 35 | Pondana         | 31°18'S                   | 31°39'S                   | 125°36'30"E       | 125°06'E      |
| 36 | Premier Downs   | 30°26'S                   | Ferrovia Transaustraliana | Área Pastoral     | 125°19'30"E   |
| 37 | Rawlinna        | Ferrovia Transaustraliana | 31°18'S                   | 125°36'30"E       | 125°00'E      |
| 38 | Reid            | 30°00'S                   | 30°59'S 30°24'S           | 128°30'E 129°00'E | 128°15'E      |
| 39 | Seemore Downs   | 30°26'S                   | Ferrovia Transaustraliana | 125°19'30"E       | 125°00'E      |
| 40 | Shell Lakes     | 29°00'S                   | 29°30'S                   | 128°00'E          | 127°30'E      |
| 41 | Sleeper Camp    | 30°00'S                   | 30°26'S                   | 126°30'E          | 126°00'E      |
| 42 | Thylacine Hole  | Área Pastoral             | Rodovia Eyre              | 128°19'E          | 127°23'E      |
| 43 | Vanesk          | 31°39'S                   | Área Pastoral             | 125°36'30"E       | 124°52'E      |
| 44 | Virginia        | 31°59'S                   | Rodovia Eyre              | I25°13'30"E       | 124°25'E      |
| 45 | Wanteen         | 31°23'S                   | Área Pastoral             | 128°33'           | Área Pastoral |
| 46 | Wilban          | Ferrovia Transaustraliana | 31°12'S                   | I26°00'E          | 125°36'30"E   |
| 47 | Woorlba         | Área Pastoral             | Rodovia Eyre              | 124°25'E          | 123°50'E      |

### Austrália Meridional

Região de nomenclatura da Austrália Meridional

Em junho de 1993, o sistema de nomenclatura foi expandido para a Austrália Meridional por A. W. R. Bevan, do Departamento de Ciências Planetárias do Museu da Austrália Ocidental, e A. Pring, do Departamento de Mineralogia do Museu da Austrália Meridional. Meteoritos encontrados antes de 1989 não foram renomeados.
| N° | Nome da área     | Borda norte | Borda sul               | Borda leste | Borda oeste |
| -- | ---------------- | ----------- | ----------------------- | ----------- | ----------- |
| 1  | Biduna Blowhole  | 31°00'S     | Grande Baía Australiana | 131°30'E    | 131°00'E    |
| 2  | Bookabie         | 31°30'S     | Grande Baía Australiana | 133°00'E    | 132°30'E    |
| 3  | Bunburra         | 31°00'S     | Grande Baía Australiana | 129°50'E    | 129°00'E    |
| 4  | Choolkooning     | 29°30'S     | 30°00'S                 | 130°10'E    | 129°30'E    |
| 5  | Colona           | 31°30'S     | Grande Baía Australiana | 132°30'E    | 132°00'E    |
| 6  | Cook             | 30°00'S     | 31°00'S                 | 131°00'E    | 130°15'E    |
| 7  | Denman           | 30°30'S     | 31°00'S                 | 130°15'E    | 129°50'E    |
| 8  | Flood Donga      | 29°15'S     | 30°00'S                 | 129°30'E    | 129°00'E    |
| 9  | Hughes           | 30°00'S     | 31°00'S                 | 129°50'E    | 129°00'E    |
| 10 | Ifould Lake      | 30°45'S     | 31°00'S                 | 132°30'E    | 132°00'E    |
| 11 | Immarna          | 30°15'S     | 30°45'S                 | 132°30'E    | 132°00'E    |
| 12 | Knardna          | 31°00'S     | Grande Baía Australiana | 131°00'E    | 130°15'E    |
| 13 | Koonalda         | 31°00'S     | Grande Baía Australiana | 130°15'E    | 129°50'E    |
| 14 | Lake Dey-Dey     | 29°00'S     | 29°30'S                 | 131°30'E    | 131°00'E    |
| 15 | Maralinga        | 30°00'S     | 30°15'S                 | 132°00'E    | 131°30'E    |
| 16 | Maurice Lake     | 29°30'S     | 30°00'S                 | 132°00'E    | 131°00'E    |
| 17 | Muckera          | 30°00'S     | 30°30'S                 | 130°15'E    | 129°50'E    |
| 18 | Nurrari Lakes    | 29°00'S     | 29°30'S                 | 130°10'E    | 129°30'E    |
| 19 | O'Malley         | 30°30'S     | 31°00'S                 | 131°30'E    | 131°00'E    |
| 20 | Ooldea           | 30°15'S     | 31°00'S                 | 132°00'E    | 131°45'E    |
| 21 | Serpentine Lakes | 29°00'S     | 29°15'S                 | 129°30'E    | 129°00'E    |
| 22 | Tallacootra Lake | 31°00'S     | 31°30'S                 | 132°30'E    | 132°00'E    |
| 23 | Warldarie        | 29°30'S     | 30°00'S                 | 131°00'E    | 130°10'E    |
| 24 | Watson           | 30°15'S     | 31°00'S                 | 131°45'E    | 131°30'E    |
| 25 | Wyola Lake       | 29°00'S     | 29°30'S                 | 131°00'E    | 130°10'E    |
| 26 | Yalata           | 31°00'S     | Grande Baía Australiana | 132°00'E    | 131°30'E    |
| 27 | Yarle Lakes      | 30°00'S     | 30°30'S                 | 131°30'E    | 131°00'E    |

## Meteoritos notórios

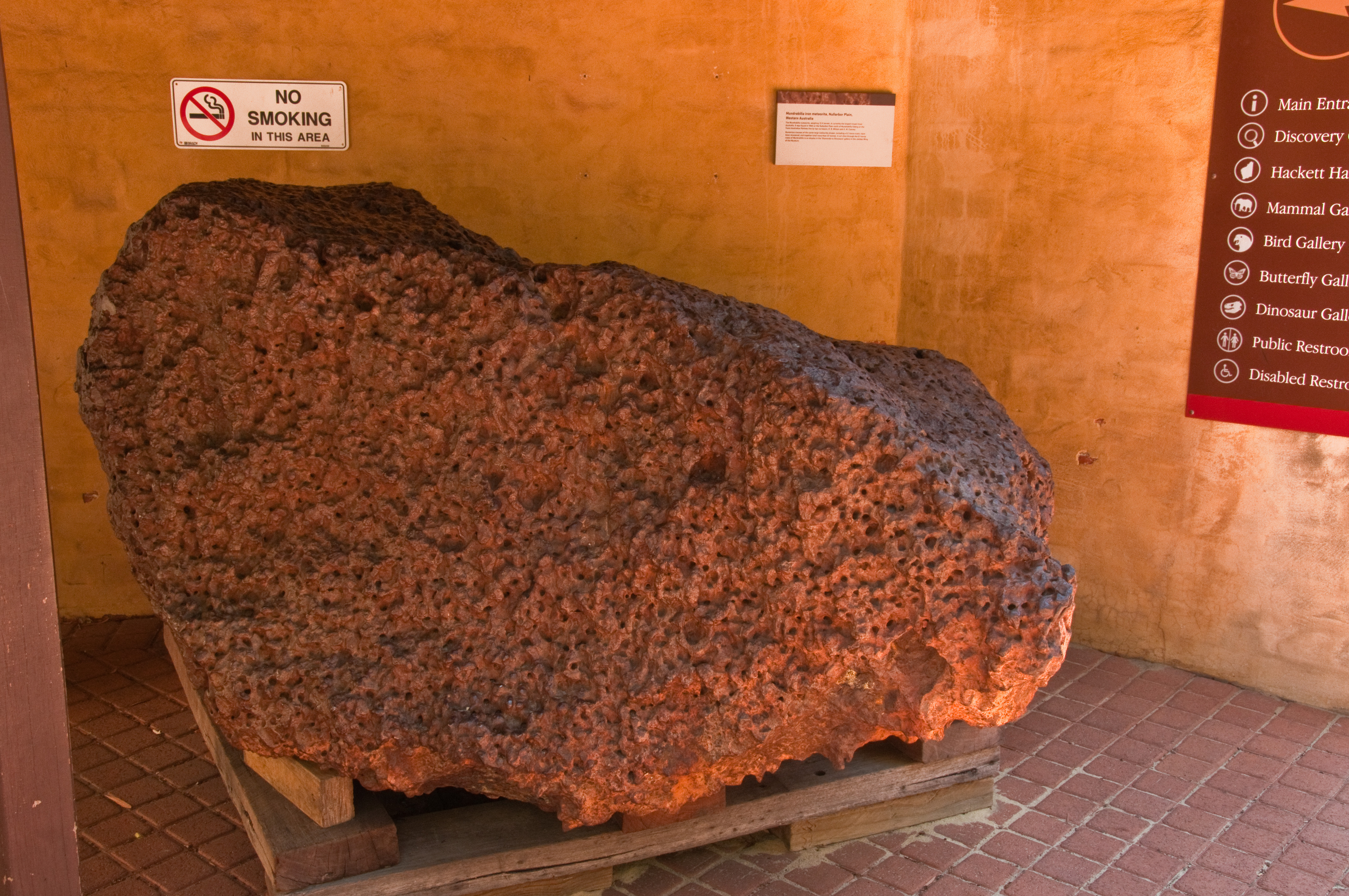
A massa principal de Mundrabilla possui 12.4 toneladas

### Mundrabilla
Meteorito de mais de uma tonelada, cujo primeiro fragmento foi descoberto em 1911 por Harry Kent e a massa principal foi descoberta em Mundrabilla em 1966. Estima-se que ele tenha caído há um milhão de anos. Ele é o meteorito mais pesado encontrado na Austrália, com a massa principal tendo 12,4 toneladas. Desde então, mais de 12 fragmentos foram encontrados, totalizando uma massa de 20 toneladas. O meteorito é o mais antigo já encontrado em Nullarbor.

### Dingo Pup Donga
Meteorito encontrado em 1966 por Albert John Carlisle há 20 km de Sleeper Camp, perto de um esqueleto de um filhote de Dingo. É um meteorito raro de 122.7 g, com sua composição feita de ureilita e interior contendo fenocristais vítreos e com brecha contendo olivina e clinopiroxena. Possui fases de carbono elemental, como diamantes isométricos e lonsdaleíta.